# Gabriele Sessa
Gabriele Sessa (Daverio, 1510 circa – Milano, dopo il 1562) è stato un giurista italiano.

## Biografia
Gabriele Sessa, nato dal magnificus dominus Francesco e da una figlia del nobile Ottaviano Bossi di Azzate, fu un giurista milanese appartenente alla nobile famiglia Sessa. Fu giureconsulto collegiato in Milano dal 1538 al 1551 ed ebbe anche la prestigiosa carica di Abate del Collegio dei Nobili Giureconsulti, occupandosi di esaminare le richieste di ammissione al collegio e le prove di nobiltà fornite dagli aspiranti candidati. Fu zio del senatore Francesco Sessa. Gabriele contrasse un illustre matrimonio, sposando Sulpizia Torelli Visconti, figlia naturale di Achille, Conte del Vicariato di Settimo, Zeccone e Villareggio e pretendente alla contea sovrana di Guastalla, dalla quale ebbe tre figli: Alessandro, sposatosi con la nobile Luciana Maggiolini, Laura, moglie del patrizio milanese Giovanni Battista Dugnani, e Camilla Sessa. 